# 8-Hydroxyquinoléine
La 8-hydroxyquinoléine est un composé organique de formule brute C9H7NO. Il s'agit d'un dérivé de la quinoléine, hydroxylé sur le carbone 8, qui se présente sous forme d'un solide à cristaux incolores d'usage très répandu comme chélateur, comme antiseptique, ou encore comme pesticide, sous un grand nombre de dénominations parallèles.

## Applications
La 8-hydroxyquinoléine est un chélateur bidentate monoprotique formant des chélates avec les bases de Schiff dérivées du salicylaldéhyde, telles que le salicylaldoxime et le salen. En solution aqueuse à pH neutre, l'hydroxyle est protoné (pKa = 9,89) tandis que l'azote ne l'est pas (pKa = 5,13), mais il existe un état excité dans lequel l'azote reçoit un proton de l'hydroxyle, donnant un zwitterion avec un anion d'oxygène et un cation d'azote protoné.
La 8-hydroxyquinoléine et ses chélates présentent des propriétés antiseptiques, désinfectantes et pesticides,.
La réaction de la 8-hydroxyquinoléine avec l'aluminium(III) conduisent au tris(8-hydroxyquinoléine)aluminium(III) (Alq3), un composé couramment utilisé pour réaliser des diodes électroluminescentes organiques (OLED) dont les variations dans les substituants du noyau quinoléine permettent de moduler la luminescence.